# Моріс Окань
Моріс Ока́нь (фр. Philbert Maurice d'Ocagne; 25 березня 1862 — 23 вересня 1938) — французький інженер та математик.

## Життєпис
Його батько Мортімер Окань був автором книги про університетську освіту у Франції (фр. Les Grandes Écoles de France), театральним критиком та автором нарисів по економіці і фінансам. Окань навчався в Політехнічній школі з 1880 року, а з 1885 року працював інженером-будівельником в Корпусі інженерів по будівництву доріг та мостів. Він також опублікував математичні статті, перші з 1877 року. У 1891 році він став директором Nivellement général de la France. У 1893 році він став викладачем в Політехнічній школі, а з 1894 року — професором Національної школи мостів та доріг. У 1901 році він став директором французької картографічної служби. У 1912 році він став професором геометрії в Політехнічній школі, а в 1920 році — головним інспектором по дорогах та мостах у Франції.
Він найбільш відомий своєю роботою над номографією (ввів термін «номограма»).

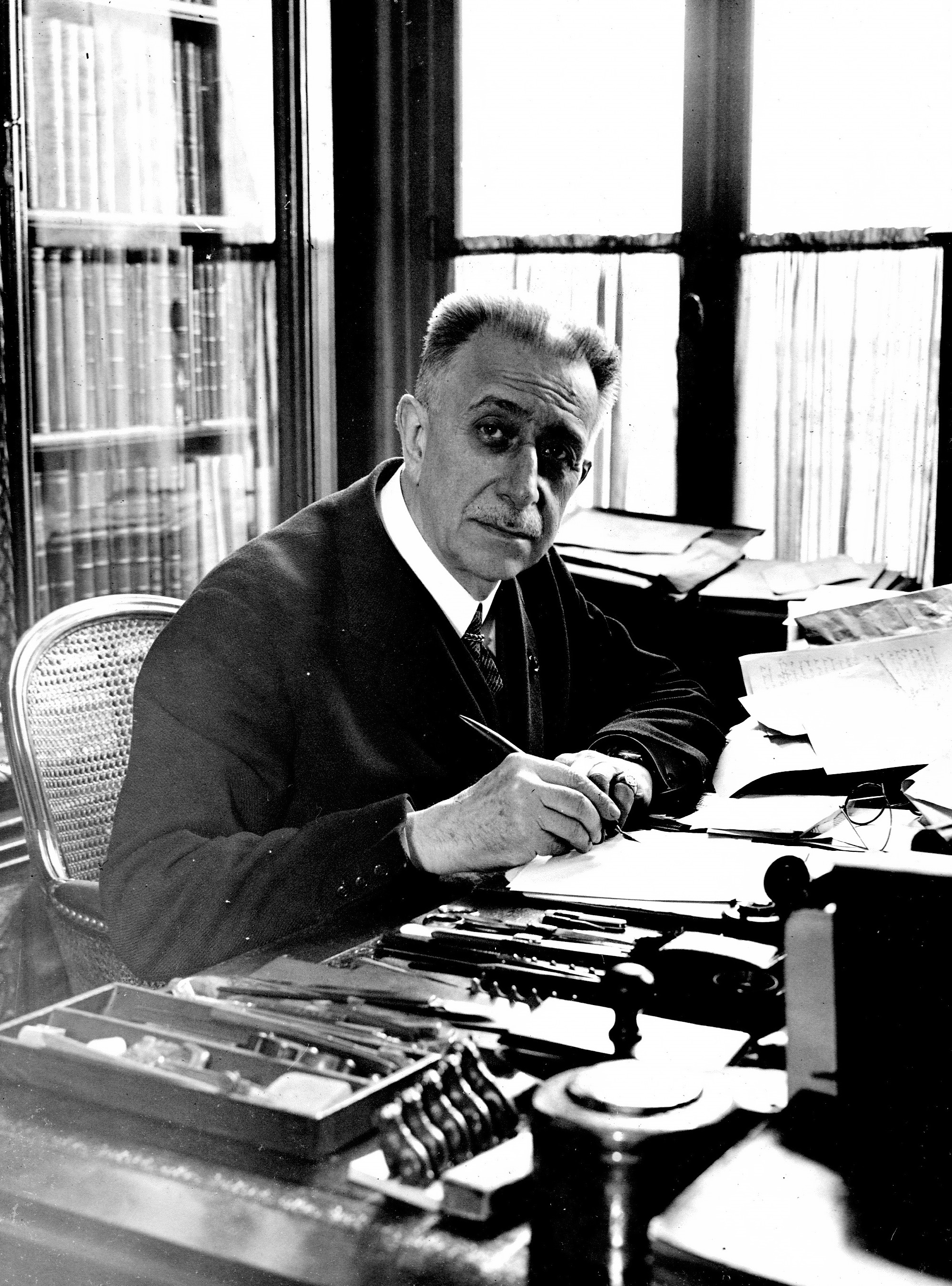
Моріс Окань, французький математик, винахідник номографії

У 1922 році він став членом Академії наук, від якої отримав премію Леконте у 1892 році та премію Дальмонта у 1894 році. На честь Оканя названі вулиця та школа в 14 окрузі Парижа. У 1901 році він був президентом Французького математичного товариства. У 1925 він був обраний до Американської академії мистецтв і наук.
Він написав літературні твори, такі як п'єса «Кандидат», під псевдонімом П'єр Делікс. З 1903 по 1936 рік він опублікував тритомний збірник біографій фізиків, математиків і інженерів

## Публікації
- Cours de Géométrie descriptive et de Géométrie infinitésimale. Gauthier-Villars 1896 (Vorlesungen an der École des Ponts et Chaussées)
- Traité de Nomographie. 1899
- Coordonnées parallèles et axiales. Gauthier-Villars, Paris 1885
- Calcul graphique et nomographie. Doin, Paris 1908
- Calcul simplifié par les procédés mécaniques et graphiques.
- Cours de géométrie. 2 Bände, Gauthier-Villars 1930 (Vorlesungen École polytechnique)
- Souvenirs et causeries. Plon, 1928
- Notions sommaires de géométrie projective à l'usage des candidats à l’École Polytechnique. Gauthier-Villars, 1924.
- Hommes & choses de science — Propos familiers. 3 Bände, Vuibert, 1930—1936
- Herausgeber: Napoléon et les savants (Konferenz 1934)
- Histoire abrégée des sciences mathématiques (Herausgeber René Dugas), Paris 1955